# Morgen (Hind Laroussi)
Morgen is de titelsong van de Nederlandse film SpangaS op Survival en single van de Nederlandse zangeres Hind Laroussi. De single werd op 27 september 2009 uitgebracht, tegelijk met de videoclip, tijdens de filmpremière. Op 21 november 2009 kwam de single binnen op de 66e positie in de Single Top 100.
| Morgen in de Single Top 100 - binnen: 21 november 2009 | Morgen in de Single Top 100 - binnen: 21 november 2009 | Morgen in de Single Top 100 - binnen: 21 november 2009 | Morgen in de Single Top 100 - binnen: 21 november 2009 | Morgen in de Single Top 100 - binnen: 21 november 2009 | Morgen in de Single Top 100 - binnen: 21 november 2009 | Morgen in de Single Top 100 - binnen: 21 november 2009 | Morgen in de Single Top 100 - binnen: 21 november 2009 | Morgen in de Single Top 100 - binnen: 21 november 2009 | Morgen in de Single Top 100 - binnen: 21 november 2009 |
| Week                                                   | 1                                                      | 2                                                      | 3                                                      | 4                                                      | 5                                                      | 6                                                      | 7                                                      | 8                                                      | 9                                                      |
| ------------------------------------------------------ | ------------------------------------------------------ | ------------------------------------------------------ | ------------------------------------------------------ | ------------------------------------------------------ | ------------------------------------------------------ | ------------------------------------------------------ | ------------------------------------------------------ | ------------------------------------------------------ | ------------------------------------------------------ |
| Nummer                                                 | 66                                                     | 49                                                     | 38                                                     | 21                                                     | 17                                                     | 31                                                     | 65                                                     | 78                                                     | uit                                                    |